# Tharsis Tholus

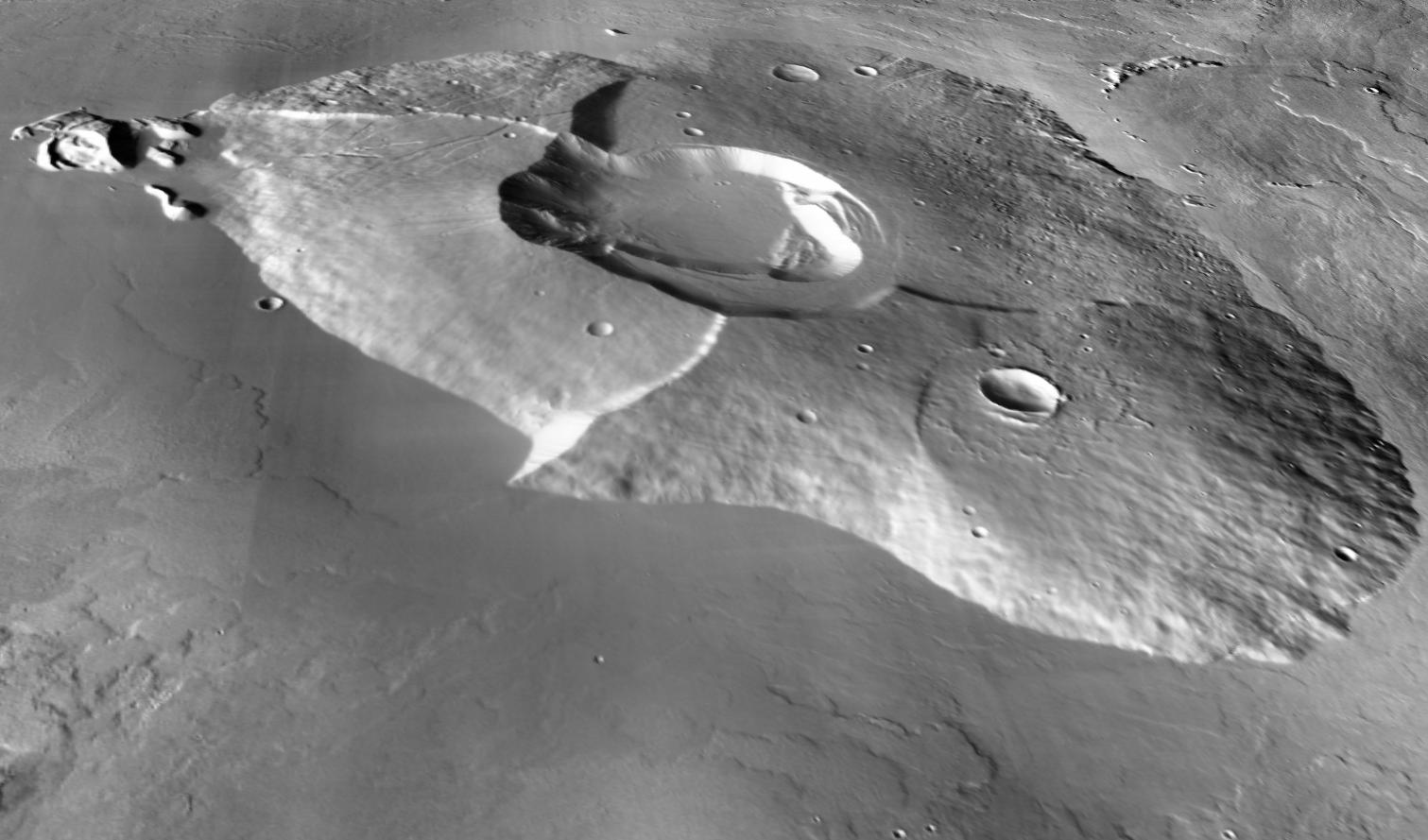

Tharsis Tholus este un vulcan aflat în estul ținutului Tharsis, planeta Marte. Vulcanul a fost descoperit de către naveta Mariner-9 în 1972.

## Legături externe
- en Imagini ale lui Tharsis Tholus de la ESA's Mars Express